# R-18指定の映画一覧
R-18指定の映画一覧（R18していのえいがいちらん）は、映画倫理委員会（映倫）や日本ビデオ倫理協会（ビデ倫）、もしくはビデオメーカーの自主規制によって映画のレイティングシステムでR-18指定を受けた映画の一覧。
ここでは劇場未公開作品や、オリジナルビデオ作品（Vシネマ）も記述の対象とする。右記は補足情報。

## 概要
映画専門のニュースサイト「シネマズ PLUS」によると、このレイティングに割り振られる映画の大半はピンク映画であり、主な例としては『私の奴隷になりなさい』などが該当する。できるだけ多くの人に見てもらいたいという思いから、日本の映画においてこのレイティングに割り振られるのはまれである。一方で、『花腐し』のように内容や作家性を鑑みたうえでこのレイティングでの公開を決めた例もある。
過度な暴力表現を理由にR18+となった例としては『V.I.P. 修羅の獣たち』と『レザーフェイス-悪魔のいけにえ』があり、いずれも犯罪映画である。なお、前者は修正によってR-15に再レイティングされ、後者もテレビ放送向けに修正したバージョンが存在する。観客からの要望によってR-15版が作られた例としては『マッド・ハイジ』が該当する。
なお、R-18は日本国内でのレイティングであり、国外においては別の区分に振り分けられた例もある。たとえば、障がい者とセックス・サロゲーター（代理人）の交流を描いた『セッションズ』の場合、日本以外の大半の公開国では規制がなく、また同様のテーマを扱った日本映画『暗闇から手をのばせ』では年齢制限がなかったことから、映倫の審査基準に疑問を呈する者もいた。
なお、映倫は「児童ポルノなどの非合法な素材や描写を含む作品」や、「ドラマ性やストーリー性が薄く、過激な描写に終始する映像」（例：アダルトビデオ）は、R-18指定を超えるとして、「審査適応区分外」に割り振るとしており、こうなると一般の映画館では上映ができなくなる。たとえば、『インプリント〜ぼっけえ、きょうてえ〜』の場合、過激な暴力・性的描写および間引きの場面を理由に「審査適応区分外」とみなされ、映画祭以外ではシアターイメージフォーラムでの上映にとどまった。

## 18歳未満の購入またはレンタル不可

### あ行
- あゝ、荒野（DVD・Blu-ray版。劇場公開版はR15+指定[7]）
- 愛してる!（監督：白石晃士[8]）
- 『愛妻日記』『饗宴』〜重松清原作「愛妻日記」より〜
- アイスバーグ!
- アイズ ワイド シャット（1999年、アメリカ・イギリス。スタンリー・キューブリック監督の遺作[6]。）
- 愛について語るときにイケダの語ること（四肢軟骨無形成症患者・池田英彦の初監督兼初主演作であると同時に、遺作でもある[9]）
- 愛に奉仕せよ[10]
- 愛の渦[1]
- 愛のコリーダ（1976年のフランス・日本合作映画。女優：松田英子。過激な性描写のため。2000年のリバイバル上映では完全ノーカット版となっている。）
- 愛の新世界（1994年・女優：鈴木砂羽、片岡礼子。日本で初めてヘア・ヌードがあった作品）
- 愛のタリオ
- 愛の小さな歴史
- 愛より強く（2004年のドイツ・トルコ合作映画。ベルリン国際映画祭金熊賞受賞）
- アウェイデイズ[11]
- 赤い玉、[12]
- 赤×ピンク ディレクターズカット版（劇場公開版はR15+指定）
- 赤目四十八瀧心中未遂（2003年の日本映画）
- 悪魔のえじき
- 悪魔の毒々モンスター
- 悪魔を見た（2010年の韓国映画）
- アジアのユニークな国[13]
- アフターショック
- 甘い鞭
- 甘い鞭 ディレクターズロングバージョン
- 亜麻色の性（2001年・フランス）
- アデル、ブルーは熱い色（フランス映画、第66回カンヌ国際映画祭でパルム・ドールをトリプル受賞）
- アドレナリン:ハイ・ボルテージ（2009年のアメリカ映画）
- アメリカン・パイパイパイ!完結編 俺たちの同騒会[14]（全国公開版はモザイク処理してR15+指定で公開）
- アメリカン・ヒストリーX
- アレックス（2002年のフランス映画。過激なレイプシーンがあるため）
- 哀れなるものたち（無修正版[15]）
- アンダー・ハー・マウス
- アンダー・ユア・ベッド（同名小説の映画化[16]。韓国のリメイク版も同様[17]）
- アンティルドーン[18]
- アンニュイ 昼下がりの倦怠
- アンチクライスト[19]（2009、女優：シャルロット・ゲンズブール）
- アンチポルノ
- イースタン・プロミス
- イディオット（ラース・フォン・トリアー監督）
- 生きつづけるロマンポルノ
- インサイド・ディープ・スロート（2004年、1972年のポルノ映画『ディープ・スロート』に関するドキュメンタリー）
- インティマシー/親密（2001、英国。女優：ケリー・フォックス）
- インフィニティ・プール[20]
- インプリント〜ぼっけえ、きょうてえ〜（映倫が審査を拒否したため、シリーズ唯一の自主規制によるR-18指定作品。他は全てR-15）
- 丑三つの村（1983年。津山三十人殺しを題材とした映画で、ストーリーが残虐で非道的なことから指定）
- 美しき諍い女（女優：エマニュエル・ベアール）
- 美しすぎる母[21]
- 裏切りの闇で眠れ（2006年のフランス映画）
- ウルフ・オブ・ウォールストリート（性表現、および各種薬物の常用によってR-18指定となった[22]）
- 浮気な家族（2003年の韓国映画）
- 越後つついし親不知（1964年の日本映画）
- 江戸川乱歩全集 恐怖奇形人間（1969年の日本映画）
- エステ・ド・ロワイヤル
- エステ・ド・ロワイヤル2 〜エンドレス〜
- エマニエル夫人（劇場再公開時[23]）
- エマニエル4
- エメラルドミスト
- 援助交際撲滅運動
- 援助交際撲滅運動 地獄変
- エンター・ザ・ボイド
- エンドレス・ポエトリー
- オー・ド・ヴィ（2002年の日本映画）
- オール・アバウト・アンナ（2005、デンマーク、女優：グリ・バイ）
- オールド・ボーイ（劇場再公開時。劇場公開時はR15+指定[24]。）
- オールナイトロング2 ノーカット版（映倫が審査拒否、劇場未公開、カット版はR-15）
- オールナイトロング3 最終章 成人指定版（映倫が審査拒否、劇場未公開、カット版はR-15）
- 大奥浮世風呂（1977年の日本映画）
- 大奥(秘)物語（1967年の日本映画）
- オオカミは嘘をつく[25]
- お嬢さん (2016年の映画)（小説『荊の城』の翻案作品[26]。）
- オペラ座/血の喝采（完全版）
- オルガン（ビデオ題:「オルガン 〜暴力都市〜」）
- オンディーヌ（2001年のフランス映画）
- 女の穴（再編集版）

### か行
- 怪猫トルコ風呂（2021年9月8日に発売されたDVD版はR15+[27]）
- 火口のふたり[28]
- 籠の中の乙女
- カサノバ ～最期の恋～[29]
- 風に濡れた女
- カニバル (1977年の映画)
- カニバル (2013年の映画)
- 螳螂 かまきり
- カリギュラ（1980）
- カリギュラII
- カリギュラIII
- キッズ・オールライト・オリジナルバージョン（劇場公開版はR15+指定）
- ギニーピッグ（それらのすべて）
- キモハラ課長 ムラムラおっぴろげ（R15+版のタイトルは『花と沼』[30]）
- キャプティビティ
- 恐怖ノ白魔人
- キリング・ミー・ソフトリー
- 金瓶梅
- 緊縛繚乱 秘儀三人吊り〜映画『花と蛇ZERO』より〜
- クラッシュ（1996年[31]、デヴィッド・クローネンバーグ監督[31]。R-15版あり[31]）
- グラディーバ〜マラケシュの裸婦
- グランギニョール（2022年公開 監督:橋本一）
- クリムト（女優：ヴェロニカ・フェレ）
- グリーン・インフェルノ[32]
- グリーン・ドア
- 狂った果実（アリスの同名曲がベースだが、にっかつロマンポルノ）
- グロテスク
- クロムスカル リターンズ[33]
- 毛皮のエロス ダイアン・アーバス 幻想のポートレイト
- 倦怠
- 恋の罪
- 皇帝のために
- 光復（映画監督・深川栄洋による自主制作映画[34]）
- 氷の微笑（劇場再公開時[35]）
- 氷の微笑2
- 極道戦国志 不動
- 哭悲/THE SADNESS[36]
- この世の果て、数多の終焉
- 殺し屋1（制作側はR-15指定を想定して脚本段階から映倫に相談したが、R-18指定を受けた[37]。）
- 殺されたミンジュ

### さ行
- 最強ゾンビ・ハンター
- 最近、妹のようすがちょっとおかしいんだが。 ディレクターズ・カット
- サイレント・ナイト 悪魔のサンタクロース（『悪魔のサンタクロース 惨殺の斧』のリメイク版[38]）
- 殺人鬼を飼う女
- ザ・トライブ
- サヴァイヴィング・ライフ -夢は第二の人生-
- 囀る鳥は羽ばたかない The clouds gather（アニメ映画[39]）
- サバイバル・オブ・ザ・デッド
- ザ・ハリウッド
- 寂しい時は抱きしめて
- 覚めない夢
- ザ・レイド GOKUDO ディレクターズカット版[40]
- サンクスギビング[41]
- サンクチュアリ
- 霜花店 運命、その愛
- 飼育の森
- シェイプ・オブ・ウォーター（オリジナルバージョン、劇場公開版はR15+指定[42]）
- シェイン 世界が愛する厄介者のうた[43]
- ジェヴォーダンの獣 4Kレストア・ディレクターズカット版[44]（劇場再公開時）
- シェルタリング・スカイ（劇場再公開時[45]）
- シオリノインム（レンタル版はR15+指定[46]）
- 色道四十八手 たからぶね
- 子宮に捧げる愛の詩 女体拷問研究所の真実
- 思春の森（児童ポルノ法のため、DVDは現在、日本国内では販売されていない）
- 失恋殺人
- ジムノペディに乱れる
- 車軸
- ジャッカス・ザ・ムービー
- シャネル&ストラヴィンスキー
- シャブ極道（タイトルの通り覚醒剤に関する描写が目立つため指定（性表現以外の項目でR-18指定された初の邦画作品）[47]。ビデオはビデ倫の介入により「大阪極道戦争・白の暴力／白のエクスタシー」とタイトルが変えられたが、細野辰興監督が承服せず審尋となり『劇場公開名「シャブ極道」』のシールを貼ることになった。）
- ジャンダラ
- 上海異人娼館（1981、女優：イザベル・イリエ、寺山修司監督）
- ジュ・テーム・モワ・ノン・プリュ（女優：ジェーン・バーキン）
- 情愛中毒
- ショートバス
- 娼年(R-18指定の映画として初めて応援上映が行われたことでも知られている[48]。)
- 触手[49]
- 食人族 4Kリマスター無修正完全版（劇場再公開時[50]）
- ジョルジュ・バタイユ ママン
- 死霊のはらわた
- 死霊のはらわた ライジング[51]
- 新・カリギュラ
- 真・事故物件パート2 全滅[52]（前作はR15+指定）
- 人肉ラーメン[53]
- シンプルな情熱[54]
- 心霊2002（オリジナルビデオ作品、稲川淳二の「心霊」シリーズとは無関係）
- シー・ノー・イーヴル 肉鉤のいけにえ
- 西瓜
- 酔画仙
- スカイ・シャーク[55]
- スティルライフ オブ メモリーズ
- 捨てがたき人々（女優：三輪ひとみ）
- ストリッパー
- スパイダー・フォレスト 懺悔
- すべては「裸になる」から始まって
- ゼイ・コール・ハー・ワン・アイ〜血まみれの天使〜（残酷シーンあり）
- 聖なる犯罪者
- 聖母観音大菩薩（1977、女優：松田英子、鹿沼えり、若松孝二監督[56]）
- セキ☆ララ
- セクシリア（劇場再公開時）
- セックス調査団[57]
- セッションズ[5]
- セラピスト
- セルビアン・フィルム（映倫による審査はされておらず、自主規制により20歳未満は観覧禁止とされている[58]。）
- セレブの種
- ゼロ・ウーマンR 警視庁0課の女／欲望の代償
- 全身と小指
- 戦争と一人の女
- 戦闘少女 血の鉄仮面伝説
- ソウ3（映倫の初回審査。劇場版は4つのシーンの画面を暗くすることでR-15指定となった[59]）
- 『ソースの小壜』 『煙が目にしみる』〜重松清原作「愛妻日記」より〜
- 続エマニエル夫人（デジタルリマスター版[23]）
- ソドムの市（1975、パゾリーニ監督版）
- その土曜日、7時58分
- 存在の耐えられない軽さ
- ゾンビ・ストリッパーズ[60]

### た行
- ダーク・ラブ 〜Rape〜
- タッチ・ミー・ノット 〜ローラと秘密のカウンセリング〜[61]
- ダニエラという女
- タブロイド（2004年のメキシコ映画）
- ダリオ・アルジェントのドラキュラ
- チーム★アメリカ/ワールドポリス（2004年のアメリカ映画。唯一R-18の人形劇。過激な内容のため。劇場公開版は一部のシーンがカットされている[62]）
- 地球を守れ!（2003年の韓国映画）
- チキン・オブ・ザ・デッド/悪魔の毒毒バリューセット
- 寵愛-ちょうあい-（2000年の韓国映画。性描写が多いため）
- チョコレート（2001年のアメリカ映画。ハル・ベリーがアカデミー主演女優賞を受賞）
- ちょっとかわいいアイアンメイデン ディレクターズ・ロングバージョン、女優：間宮夕貴、木嶋のりこ
- 冷たい熱帯魚[63]（園子温監督作品）
- 手 (映画)[64]
- ディープ・スロート
- ティント・ブラスの白日夢（2005年のイタリア映画）
- デビルズ・ダブル -ある影武者の物語-
- テリファー0[65]
- テリファー[66]
- テリファー 終わらない惨劇[67]
- テリファー 聖夜の悪夢[68]
- 天安門、恋人たち[69]
- 道化死てるぜ!
- どうしようもない恋の唄
- トーキョー×エロティカ（2001年の日本映画）
- 透光の樹
- 凍蝶圖鑑
- トガニ 幼き瞳の告発（障害児童に対する性的虐待の描写が見られるため[70]）
- 徳川セックス禁止令
- 徳川女刑罰
- 徳川女刑罰絵巻 牛裂きの刑
- 時計じかけのオレンジ（劇場再公開時[71]）
- ドッグ・イート・ドッグ[72]
- ドッグ・デイズ（2001年のオーストリア映画）
- 飛びだす 悪魔のいけにえ レザーフェイス一家の逆襲
- トム・オブ・フィンランド（配給側はR15+指定で申請したが、R15+指定の場合は2つのシーンの修正が必要なため、最終的には無修正でR18+指定で公開され[73]、後にR15+指定版が公開された[74]。）
- ドラゴン・タトゥーの女（無修正R18+バージョン[75]）
- ドリーム・ホーム
- 奴隷船

### な行
- 肉
- 肉体の悪魔（女優：マヌーシュカ・デートメルス）
- 二十六夜待ち[76]
- 女囚701号 さそり外伝[77]
- 女囚701号 さそり外伝 第41雑居房[77]
- 女淫地獄絵巻（1994年の香港映画）
- 女体銃 ガン・ウーマン/GUN WOMAN
- 人間の時間[78]
- ニンジャ・アサシン(過激な殺傷シーンが多数あるため[22])
- ニンフォマニアック Vol.1 / Vol.2[79][80]
- ヌードの夜/愛は惜しみなく奪う（ディレクターズ・カット完全版、劇場公開版はR15+指定）
- ネイバーズ
- ネトラセラレ（2018年実写版）
- 寝取られ男のラブ♂バカンス
- ノ・ゾ・キ・ア・ナ[81](ODS上映のシーン追加版、なお、付録OAD版は非審査)
- ノット・レイテッド 〜アメリカ映倫のウソを暴け!〜

### は行
| - ハイエナ - 背徳小説シリーズ(いずれもR18＋指定、ノーカット版、劇場公開当初は一部シーンがカットされていた) - 背徳小説(LDやVHS、初期のDVDでは年齢制限の記載はなし) - 背徳小説 第二章(同上、レンタルDVDでは独自の自主規制でR15＋指定) - 背徳の裏窓 - ハウス・ジャック・ビルト（ノーカット版） - 白日夢 - ハダカの美奈子（R18+指定バージョン、劇場公開版はPG12） - 発情アニマル（ビデオ・DVDでのタイトルは「悪魔のえじき」） - 八仙飯店之人肉饅頭（1993年の香港映画、映倫から審査適応区分外の扱いとなり、2015年に主催者側の独自の自主規制に基づき、R18指定で限定上映された） - 花腐し - 華魂 - 華魂 幻影 - 花と蛇 - 花と蛇2 パリ/静子 - 花と蛇3 - 花と蛇 ZERO - 花宵道中（江戸時代後期の友情を題材とした作品。Blu-ray / DVDの再編集版） - ハニー・メイド - 肌の隙間 - 歯まん - パリ13区 - 春の画 SHUNGA（春画をテーマにしたドキュメンタリー映画) - ハロウィンII - ハングオーバー!! 史上最悪の二日酔い、国境を越える（オトナ限定R18+無修正バージョン） | - ピアノ・レッスン - ビーイング・ボーン〜驚異のアメリカ出産ビジネス〜 - ビー・デビル - 秘顔-ひがん- - ビジターQ - 美少女キラーK - ビデオドローム（劇場再公開時） - 人が人を愛することのどうしようもなさ - 秘蜜 教えてあげる - 秘密のオブジェクト - 秘密のかけら - 白夜行 -白い闇の中を歩く-（日本版はG（年齢制限なし）） - ビヨンド・ザ・リミット（劇場未公開、製作国のドイツではノーカット版は発禁となっている） - ピラニア リターンズ（前作はR15+指定） - ヒルズ・ハブ・アイズ - ヒルズ・ハブ・アイズ2 - ピンク・フラミンゴ 特別篇 | - ファーザーズ・デイ / 野獣のはらわた - ファイナル・デッドブリッジ（3D映画初のR18+指定。前作まではR15+指定だった） - ファミリー☆ウォーズ - フィギュアなあなた - フィフティ・シェイズ・オブ・グレイ R18+バージョン（限定公開） - フィフティ・シェイズ・ダーカー - フィルス - フィレーネのキライなこと - 封印殺人映画 - ふがいない僕は空を見た - 不機嫌な果実 - 復讐者に憐れみを（日本劇場公開版は117分、ノーカット版は129分） - 二人だけの恋の島（女優:オルネラ・ムーティ） - プライベートコール - プライベートレッスン 青い体験 - ブラウン・バニー（V.ギャロ監督） - ブラッディ・バレンタイン3D（劇場公開時はR15+、DVD・BDのノーカット版はR18+） - ブランディーヌ 甘い肉体 - 不倫純愛 - ブルーシャトウ - フルメタル・ジャケット（2017年のBlu-ray発売時） - フロンティア | - ヘイトフル・エイト - ベーゼ・モア（劇場公開版はR15+、ノーカット版はR18+） - ヘッドハント - ベティ・ブルー／愛と激情の日々 - 紅薔薇夫人 - ベネデッタ - ヘルケバブ 悪魔の肉肉パーティー - ベルセルク 黄金時代篇III 降臨（無修正オリジナルバージョン） - 変態だ - ボーダー 二つの世界 - ホーボー・ウィズ・ショットガン - ボーンズ アンド オール - ホステル - ホステル2 - ポゼッサー - ボブ・クレイン 快楽を知ったTVスター - ボムシェルレイダー - ホワイトリリー（ロマンポルノ・リブート・プロジェクトの一つ） - ポワゾン |

### ま行
- まいちゃんの日常
- マイPSパートナー
- マイマザーズアイズ[106]
- マスターズ・オブ・ホラー
- マタドール
- マチェーテ[107]
- マッド・ナース
- マッド・ハイジ（2022年のスイス映画で、『アルプスの少女ハイジ』のパロディ映画[108]。R-15版あり[4]）
- マッド・ムービーズ〜オーストラリア映画大暴走〜
- 真夜中の恋愛論（女優：マリー・トランティニアン）
- マリグナント 狂暴な悪夢[109]
- マルキ・ド・サドの調教哲学
- （秘）劇画 浮世絵千一夜（1969年のアニメ映画[110]）
- マル秘女子高校生 課外サークル
- マンダレイ
- ミッドサマー ディレクターズカット版[111]
- 未亡人
- ミュート・ウィットネス（劇場再公開時[112]）
- ムカデ人間2[113]
- ムカデ人間3[114]
- 無垢の祈り（映倫の審査を受けられず、自主的にR18+指定を設けた[115]）
- 無防備（無修正の出産シーンが含まれている[116]。）
- メイヘム 殺人晩餐会
- 女神の継承[117]
- 牝猫たち
- メビウス[25]
- モーガン・ブラザーズ（テレビ放映向けのR15+版あり[118]）
- モトリー・クルーのディザスター！ アルマゲドン危機一発（モトリー・クルーメンバー出演のクレイアニメ[119]）
- 桃色画報
- モンキーマン（劇場公開版はR15+指定、ソフト版はR18+指定[120]）

### や行
- 屋敷女
- 野蛮なやつら/SAVAGES ノーカット版
- 郵便屋
- ユニバーサル・ソルジャー 殺戮の黙示録
- 夜明けの夫婦[121]
- 欲望
- 夜だからNight,Because

### ら行
- ラスト、コーション（女優：タン・ウェイ）（日本では映倫の審査によって6カ所をカットされている。中国では7分間のカット、台湾と韓国ではノーカットとなっている）
- ラストタンゴ・イン・パリ（劇場再公開時）
- ラ・ピラート（女優：ジェーン・バーキン、マルーシュカ・デートメルス）
- ラヴレース
- 理想の出産（エリエット・アベカシスの小説の映画化[122]。）
- ルー・サロメ 善悪の彼岸（2006年、ノーカット版が劇場公開された際に指定）
- レザーフェイス-悪魔のいけにえ（テレビ放送向けに修正したR15+版あり[3]）
- レッド・ロケット[123]
- レディー・チャタレー（2006、女優：マリア・バンス）
- ロード・オブ・カオス（ブラックメタルバンド・メイヘムを題材としたノンフィクション『ブラック・メタルの血塗られた歴史（英語版）』の映画化[124]。）
- ロマンスX（女優：キャロリーヌ・デュセイ）

### わ行
- 別れの季節（韓国）
- 私の奴隷になりなさい ディレクターズ・カット[1]
- 私の奴隷になりなさい 第2章 ご主人様と呼ばせてください
- 私の奴隷になりなさい 第3章 おまえ次第
- 私は絶対許さない[125]
- ワナオトコ
- 悪い子バビー[126]

### アルファベット
- ABC・オブ・デス[127]
- ANORA アノーラ[128]
- BULLY ブリー
- carmen.カルメン
- CLIMAX クライマックス[129]
- DAU. ナターシャ[9]
- DAU. 退行[130]
- DEMONLOVER デーモンラヴァー（2002年のフランス映画）
- FARANG／ファラン[131]
- female フィーメイル
- FEMME フェム[132]
- Firebird ファイアバード[133]（予告ではPG12指定と記載されていた[134]）
- FUCK
- HAPPY ISLAND
- jackass number two
- KEN PARK ケン・パーク
- Kfc[135]
- KIDS/キッズ（劇場再公開時[136]）
- KILLERS
- KNEECAP／ニーキャップ（北アイルランドのヒップホップグループ『ニーキャップ』の伝記映画[137]）
- kuchisake 口裂け（別題:「官能病棟 赤い唇」）
- KUSO[138]
- LIES 嘘
- LOVE【3D】[139]
- LSD -ラッキースカイダイアモンド-
- Mの呪縛
- Mr.ブルックス 完璧なる殺人鬼
- NO ONE LIVES ノー・ワン・リヴズ
- NY心霊捜査官
- O嬢の物語[140]（女優：コリンヌ・クレリー）
- P2
- R-18文学賞 vol.2 〜ジェリーフィッシュ〜[141]
- SHAME -シェイム-（セックス依存症を題材とした作品[6]。）
- STAR☆jewel（アダルトアニメとしては珍しく一部の劇場で公開された[142]）
- Strange Circus 奇妙なサーカス
- V/H/S シンドローム[143]
- V/H/S ネクストレベル
- V/H/S ファイナル・インパクト
- Zola ゾラ（2015年に投稿されたツイート群を実写化[144]。）
- Z108地区 〜ゾンビ包囲網〜

### 数字
- 108〜海馬五郎の復讐と冒険〜[145]
- 17歳
- 18歳 可愛い美少年の初体験
- 2重螺旋の恋人
- 2001人の狂宴（「2000人の狂人/DVD題：マニアック2000」のリメイク）
- 3D SEX & 禅
- 3D SEX & 禅 過激すぎたプロモ映像
- 300 〈スリーハンドレッド〉 〜帝国の進撃〜（Blu-ray / DVD発売以降）
- 31
- 9 Songs ナイン・ソングス（女優：マーゴ・スティリー）

## 18歳未満の購入またはレンタル可能
- スキャンダル（ペ・ヨンジュンが出演しているR-18指定の映画）
- バビロン（ドルビーシネマのみ映像に規制がされてなかった事が発覚し、2月14日から16日限定でR18+指定相当で上映し、17日以降はR15+指定で上映された[146]。）
- マルドゥック・スクランブル 圧縮・完全版[147]（劇場公開版はPG12）
- ラ・メゾン 小説家と娼婦[148]（DVD版はR15+指定[149]）